# Dessel
Dessel là một đô thị ở tỉnh Antwerpen. Đô thị này chỉ gồm thị trấn Dessel. Tại thời điểm ngày 1 tháng 1 năm 2006, Dessel có dân số 8.773 người. Tổng diện tích là 27,03 km² với mật độ dân số là 325 người trên mỗi km².